# 스텔리오 사반트
스텔리오 서반테이(Stelio Savante, 1970년 4월 24일 ~ )는 남아프리카 공화국의 배우, 각본가, 작가이다.
케이프타운에서 태어났다.

## 출연 작품
- 노 포스티지 네서세리 (2017년)
- 조, 더 메디슨 러너 (2017년)
- 셀링 이소벨 (2016년)
- 아발란체 (2016년)
- 윈저 (2015년)
- 멕시코의 에이젠슈타인 (2015년)
- 분노의 위치 헌터 (2013년) - 조 역
- 어웨이큰 : 원혼의부활 (2013년)
- 라스트 더 맥스 (2010년) - 안토니오 역
- 왓 이프... (2010년) - 조엘 뮬러 역
- 스타쉽 트루퍼스 3 (2008년)
- 겁나는 여친의 완벽한 비밀 (2006년) - 리오 역

### 텔레비전
- 가이딩 라이트 (2000)
- 올 마이 칠드런 (2003)
- 어글리 베티 (2007)